# Technip

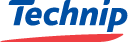
Logotipo de Technip.

Technip es una empresa francesa de ingeniería, con sede en La Défense, París. Emplea a 21.000 personas en todo el mundo, y posee una cifra de negocio anual de 5300 millones de euros (datos de 2005). Technip se encuentra entre las mayores empresas en ingeniería y construcción de los sectores del gas y el petróleo, hidrocarburos y productos petroquímicos. Technip posee oficinas por todo el mundo, incluyendo América, Europa, Oriente Medio y Asia. El presidente de la compañía es Thierry Pilenko.
Ante los malos resultados económicos, la empresa emprendió una reorganización, sobre todo a partir de 2018, que parece haber provocado un aumento del sufrimiento laboral en la sede, con varios suicidios. Se iban a suprimir varios miles de puestos de trabajo, de los cuales 700 sólo en la sede de París. Los sindicatos denuncian la congelación de los salarios durante dos años.
En 2018, la empresa reparte 600 millones de euros entre sus accionistas. Su director general estadounidense, Douglas Pferdehirt, disfruta de un salario anual de más de 11 millones de euros, mientras que el anterior director general, Thierry Pilenko, recibió una indemnización de 14 millones de euros.
La compañía acuerda en 2019 pagar 300 millones de dólares a las autoridades estadounidenses y brasileñas para cerrar las investigaciones por corrupción.